# زيت النخيل
زيت النخيل (بالإنجليزية: Palm oil)‏، هو زيت نباتي مشتق من ثمرة «النخيل» بصفة عامة. وله نوعان يُستعملان في الأكل ونوع ثالث له خواص تجميلية وعلاجية وكلهم من أصناف مختلفة لشجر النخيل. ويبلغ محتوى الدهون المشبعة في نخلة ميزوكارب هو 41٪ من الدهون المشبعة، بينما زيت لب النخيل وزيت جوز الهند هي 81٪ و 86٪ على التوالي . وزيت نواة تمر النخيل يعد من الزيوت الأساسية العطرية مختلفا في ذلك عن بقية زيوت شجرة النخلة ويستخرج بطريقة التبخير من نواة التمر كما في المملكة العربية السعودية.

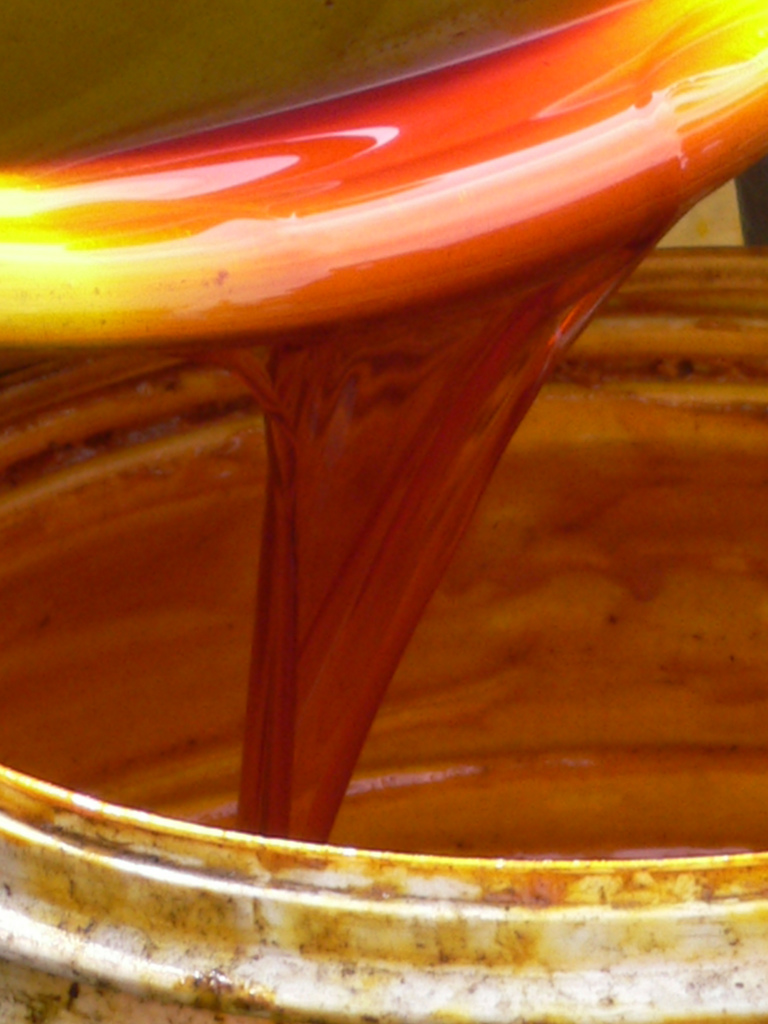

## التركيب والصفات
وزيت نخلة الميزاب ضارب إلى الحمرة بشكل طبيعي في اللون بسبب وجود محتوى البيتا كاروتين عالية، وزيت النخيل، جنبا إلى جنب مع زيت جوز الهند، هي واحدة من عدد قليل الدهون النباتية المشبعة إلى حد كبير. فمن شبه صلبة في درجة حرارة الغرفة وتحتوي على العديد من الدهون المشبعة وغير المشبعة في أشكال laurate غليسيريل (مشبعة 0.1٪)، ميريستات (مشبعة 1٪)، بالميتات (مشبعة 44٪)، الاستارات (مشبع 5٪)، أوليئات (غير المشبعة الآحادية 39%)، ينولييت (غير المشبعة 10%)، وألفا ينولينيت (غير المشبعة 0.3٪). على غرار جميع الزيوت النباتية وزيت النخيل لا تحتوي على الكوليسترول في الدم، على الرغم من تناول الدهون المشبعة يزيد على حد سواء LDL [7]، والكولسترول الحميد .

## التاريخ

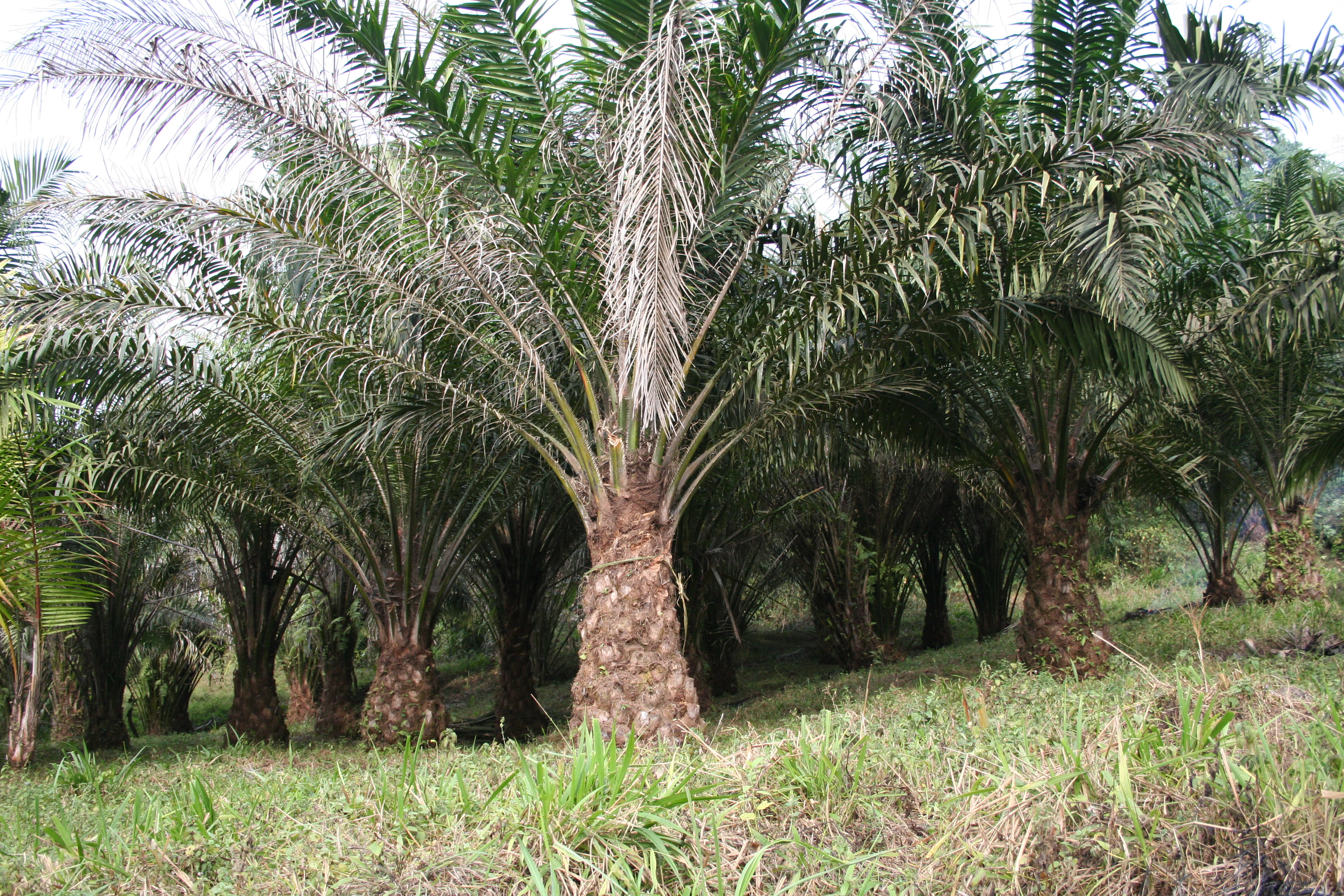
أشجار النخيل الزيتية (Elaeis guineensis))

استخدم البشر زيت النخيل منذ أكثر من 5000 عام. وفي أواخر القرن التاسع عشر، اكتشف علماء الآثار مادة استنتجوا أنها كانت زيت نخيل في الأصل، داخل قبر في أبيدوس يعود تاريخه إلى عام 3000 قبل الميلاد.
كان زيت النخيل المستخرج من شجرة Elaeis guineensis معروفًا منذ فترة طويلة في دول غرب ووسط إفريقيا، حيث استُخدم على نطاق واسع كزيت للطهي. وفي بعض الأحيان، كان التجار الأوروبيون المتعاملون مع غرب إفريقيا يشترون زيت النخيل لاستخدامه كزيت طهي في أوروبا.
أصبح زيت النخيل سلعة مطلوبة بشدة من قبل التجار البريطانيين لاستخدامه كزيت تشحيم صناعي للآلات خلال الثورة الصناعية في بريطانيا. كما شكّل زيت النخيل أساسًا لمنتجات الصابون، مثل صابون "Sunlight" الذي أطلقته شركة ليفير برذرز (التي أصبحت الآن يونيليفر) وعلامة Palmolive الأمريكية.
بحلول حوالي عام 1870، شكّل زيت النخيل الصادر الرئيسي لبعض دول غرب إفريقيا، وغالبًا ما أدى ذلك إلى ممارسات عمل قمعية، كما هو موضح في رواية حياة أبينا مانسة (Abina Mansah's life). ومع ذلك، فقد زيت النخيل مكانته بحلول ثمانينيات القرن التاسع عشر، مع ظهور مزارع الكاكاو التي أدخلها المستعمرون الأوروبيون.

## الاستخدامات

### في المنتجات الغذائية
زيت النخيل هو عنصر مشترك في الطبخ وحزام الاستوائية من أفريقيا وجنوب شرق آسيا وأجزاء من البرازيل. وانتعشت زيادة استخدامها في صناعة المواد الغذائية التجارية في أجزاء أخرى من العالم من خلال انخفاض تكلفة لها، وارتفاع الاستقرار التأكسدي (تشبع) من المنتجات المكررة عند استخدامها لأغراض القلي.
استخدام زيت النخيل في المنتجات الغذائية يجذب اهتمام الجماعات الناشطة في مجال البيئة: عائد النفط المرتفعة من الأشجار أدت في أجزاء من إندونيسيا، إلى إزالة الغابات من أجل إفساح المجال لزيت النخيل للمحصول الواحد: هذا أدى إلى خسائر مساحة من الموائل الطبيعية للإنسان.
في عام 2018، أقرَّ تقرير صادر عن الاتحاد الدولي لحفظ الطبيعة بأن زيت النخيل أكثر كفاءة من الزيوت الأخرى من حيث استخدام الأرض والمياه؛ ومع ذلك، فإن إزالة الغابات تُسبب خسارة أكبر في التنوع البيولوجي مقارنة بالتحول إلى زيوت أخرى. تُعد إندونيسيا أكبر منتج عالمي لزيت النخيل، حيث أنتجت 60% منه في عام 2022، تليها ماليزيا وتايلاند ونيجيريا. كما تنتج إندونيسيا وقود الديزل الحيوي بشكل رئيسي من زيت النخيل.

### المنتجات الاستهلاكية غير الغذائية
يُستخدم زيت النخيل بشكل واسع في منتجات العناية الشخصية والتنظيف، حيث يعمل كعامل رغوة في معظم أنواع الصابون والشامبو والمنظفات. يحتوي حوالي 70% من منتجات العناية الشخصية، بما في ذلك الصابون والشامبو ومستحضرات التجميل والغسولات، على مكونات مشتقة من زيت النخيل. ومع ذلك، هناك أكثر من 200 اسم مختلف لهذه المكونات، ولا يتضمن سوى 10% منها كلمة "نخيل".

### الكتلة الحيوية والوقود الحيوي
يُستخدم زيت النخيل لإنتاج كل من "إستر الميثيل" والديزل الحيوي المزيل للأكسجين. يتم إنتاج إستر الميثيل من زيت النخيل عبر عملية تُسمى التبادل الإستري. غالبًا ما يُمزج الوقود الحيوي من زيت النخيل مع أنواع وقود أخرى لتشكيل خلطات وقود حيوي. يتوافق الوقود الحيوي المستخلص من زيت النخيل مع معيار EN 14214 الأوروبي للوقود الحيوي. أما الديزل الحيوي المزيل للأكسجين فيتم إنتاجه عبر عملية هدرجة مباشرة للدهون لتحويلها إلى ألكانات وبروبان. أكبر منشأة لإنتاج الديزل الحيوي من زيت النخيل في العالم هي منشأة تديرها شركة "Neste Oil" الفنلندية في سنغافورة، والتي افتُتحت في عام 2011 بقدرة إنتاجية تصل إلى 800,000 طن سنويًا، حيث يتم إنتاج وقود حيوي من زيت النخيل المستورد من ماليزيا وإندونيسيا.
تُحوَّل كميات كبيرة من صادرات زيت النخيل إلى أوروبا لإنتاج الوقود الحيوي. في عام 2018، خُصص 40% من زيت النخيل الإندونيسي و30% من زيت النخيل الماليزي لهذا الغرض. في عام 2014، أُحرق ما يقرب من نصف زيت النخيل في أوروبا كوقود للسيارات والشاحنات. وبحلول عام 2018، استُخدم نصف واردات زيت النخيل في أوروبا لإنتاج الوقود الحيوي. ومع ذلك، يُنتج استخدام زيت النخيل كوقود حيوي انبعاثات كربونية تعادل ثلاثة أضعاف تلك الناتجة عن استخدام الوقود الأحفوري. على سبيل المثال، "الوقود الحيوي المصنوع من زيت النخيل الإندونيسي يزيد من مشكلة الكربون العالمية بدلاً من تحسينها".
هناك ضغوط متزايدة لزيادة إنتاج زيت النخيل في إندونيسيا بسبب برامج الوقود الحيوي القائمة على زيت النخيل. تحتوي تركيبة الوقود الحيوي الحالية في محطات الوقود على نسبة 30:70 بين زيت النخيل والديزل (المعروفة باسم B30). تسعى الحكومة الإندونيسية إلى إنتاج وقود حيوي يعتمد بالكامل على زيت النخيل (أو B100) كخطوة للانتقال بعيدًا عن استخدام الديزل التقليدي. وقد قدّرت الحكومة الإندونيسية أنها ستحتاج إلى تخصيص حوالي 15 مليون هكتار من مزارع زيت النخيل لتلبية هذه المطالب المستقبلية.
تُنتج أيضًا النفايات العضوية التي تخلفها معالجة زيت النخيل، بما في ذلك قشور زيت النخيل وعناقيد الثمار، وتُستخدم في توليد الطاقة. يمكن تحويل هذه المواد إلى كريات يمكن استخدامها كوقود حيوي. بالإضافة إلى ذلك، يمكن تحويل زيت النخيل المستخدم في قلي الطعام إلى إستر ميثيل لإنتاج وقود حيوي. يُعالَج زيت الطهي المستخدم كيميائيًا لإنتاج وقود حيوي يشبه الديزل البترولي.

### في علاج الجروح
على الرغم من استخدام زيت النخيل على الجروح لاعتقاد بامتلاكه تأثيرات مضادة للميكروبات، إلا أن الأبحاث لم تؤكد فعاليته.

## الإنتاج
في الفترة 2023-2024، بلغ الإنتاج العالمي من زيت النخيل 77.3 مليون طن، حيث تصدرت إندونيسيا الإنتاج بنسبة 57% من الإجمالي. ومن المتوقع أن يصل الإنتاج السنوي لزيت النخيل إلى 240 مليون طن بحلول عام 2050. خلال أزمات الغذاء لعام 2022 التي نشأت نتيجة الغزو الروسي لأوكرانيا وفشل المحاصيل في أجزاء أخرى من العالم بسبب الأحوال الجوية القاسية الناتجة عن تغير المناخ، حظرت الحكومة الإندونيسية تصدير زيت النخيل. أدى هذا الحظر، إلى جانب انخفاض المحصول في ماليزيا، إلى زيادة كبيرة في الأسعار العالمية وتقليل التوافر، مما تسبب في تأثيرات متتالية على سلسلة الإمداد العالمية. وفي 23 مايو 2022، أعادت الحكومة الإندونيسية فتح التجارة على أمل تحقيق توازن في الإمدادات.

### أندونيسيا

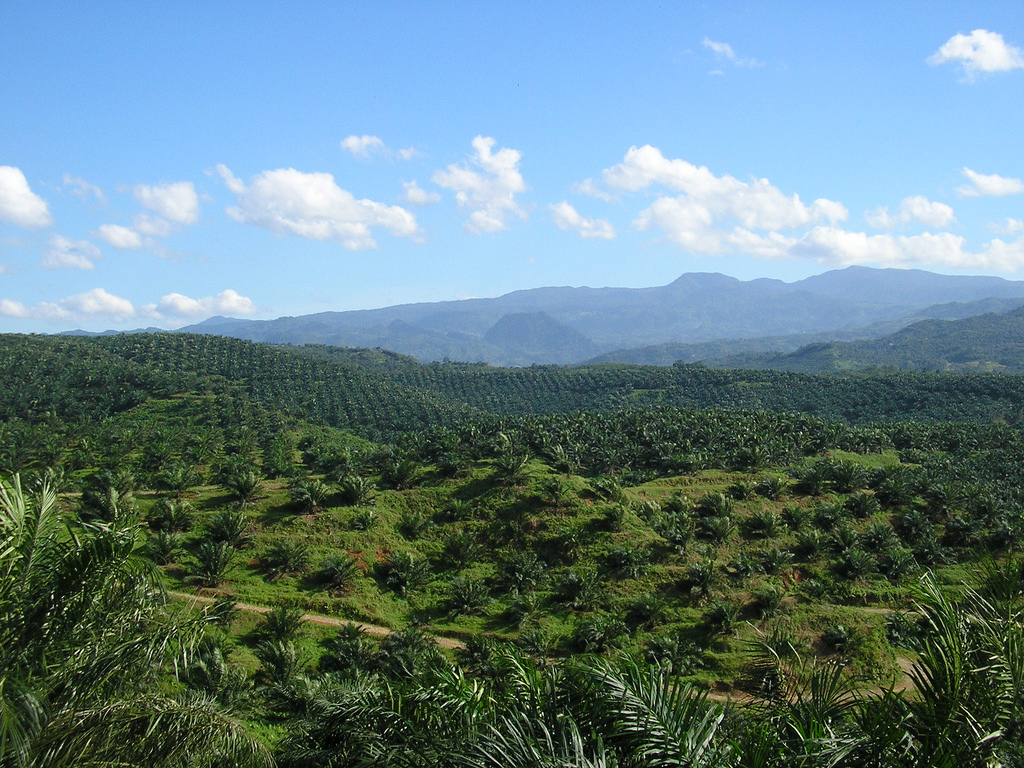
مزرعة زيت النخيل في إندونيسيا

اعتبارا من عام 2009، كانت أندونيسيا أكبر منتج لزيت النخيل، وتجاوزت ماليزيا في عام 2006، وتنتج أكثر من 20900000 طن. إندونيسيا تطمح لتصبح أول منتج في العالم لزيت النخيل. ولكن في نهاية عام 2010، تم تصدير 60 في المئة من الناتج لا يزال في شكل من زيت النخيل الخام. تظهر بيانات منظمة الأغذية والزراعة زيادة الإنتاج بأكثر من 400٪ بين 1994-2004، إلى أكثر من 8660000 طن متري.
بالإضافة إلى الأسواق التقليدية الخدمات وأندونيسيا تتطلع إلى بذل المزيد من الجهد في إنتاج وقود الديزل الحيوي. كبرى الشركات المحلية والعالمية وبناء مصانع ومعامل التكرير، بما في ذلك حزب العمال. أسترا الزراعية Lestari terbuka (150,000 طن سنويا مصفاة وقود الديزل الحيوي)، حزب العمال. البكري المجموعة (أ مصنع وقود الديزل الحيوي ومزارع جديد)، SURYA Dumai المجموعة (وقود الديزل الحيوي مصفاة). كارجيل (التي تعمل في بعض الأحيان من خلال القابضة CTP من سنغافورة، وبناء مصاف جديدة ومصانع في ماليزيا وأندونيسيا، وتوسيع مصفاة في روتردام لمعالجة 300,000 طن سنويا من زيت النخيل، والحصول على مزارع في سومطرة وكاليمانتان، في شبه الجزيرة الأندونيسية وبابوا غينيا الجديدة). روبرت كيوك لفيلمار الدولية المحدودة لديها مزارع و 25 مصافي التكرير في مختلف أنحاء إندونيسيا، لتوريد المواد الخام للمصافي وقود الديزل الحيوي الجديد في سنغافورة، ورياو، أندونيسيا وروتردام. في كاليمانتان، ونشاط شركات زيت النخيل يهدد مكان للعيش من قرود إنسان الغاب.

### ماليزيا

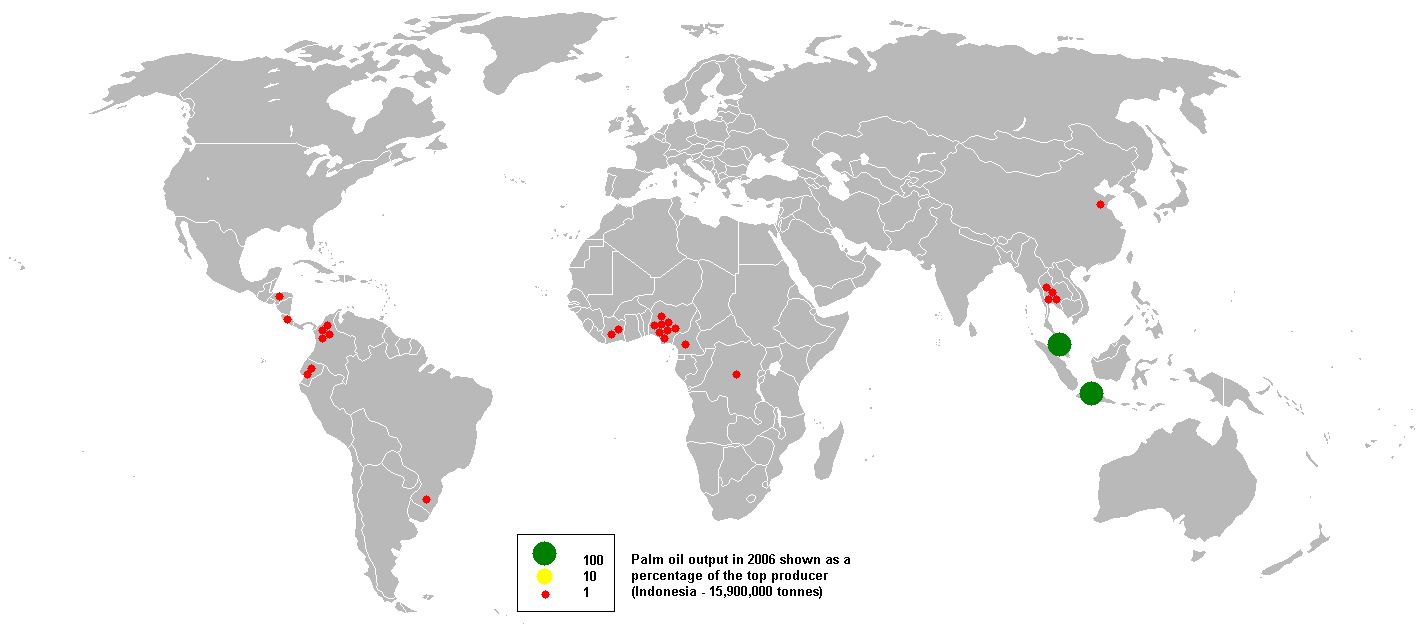
إنتاج زيت النخيل سنة 2006

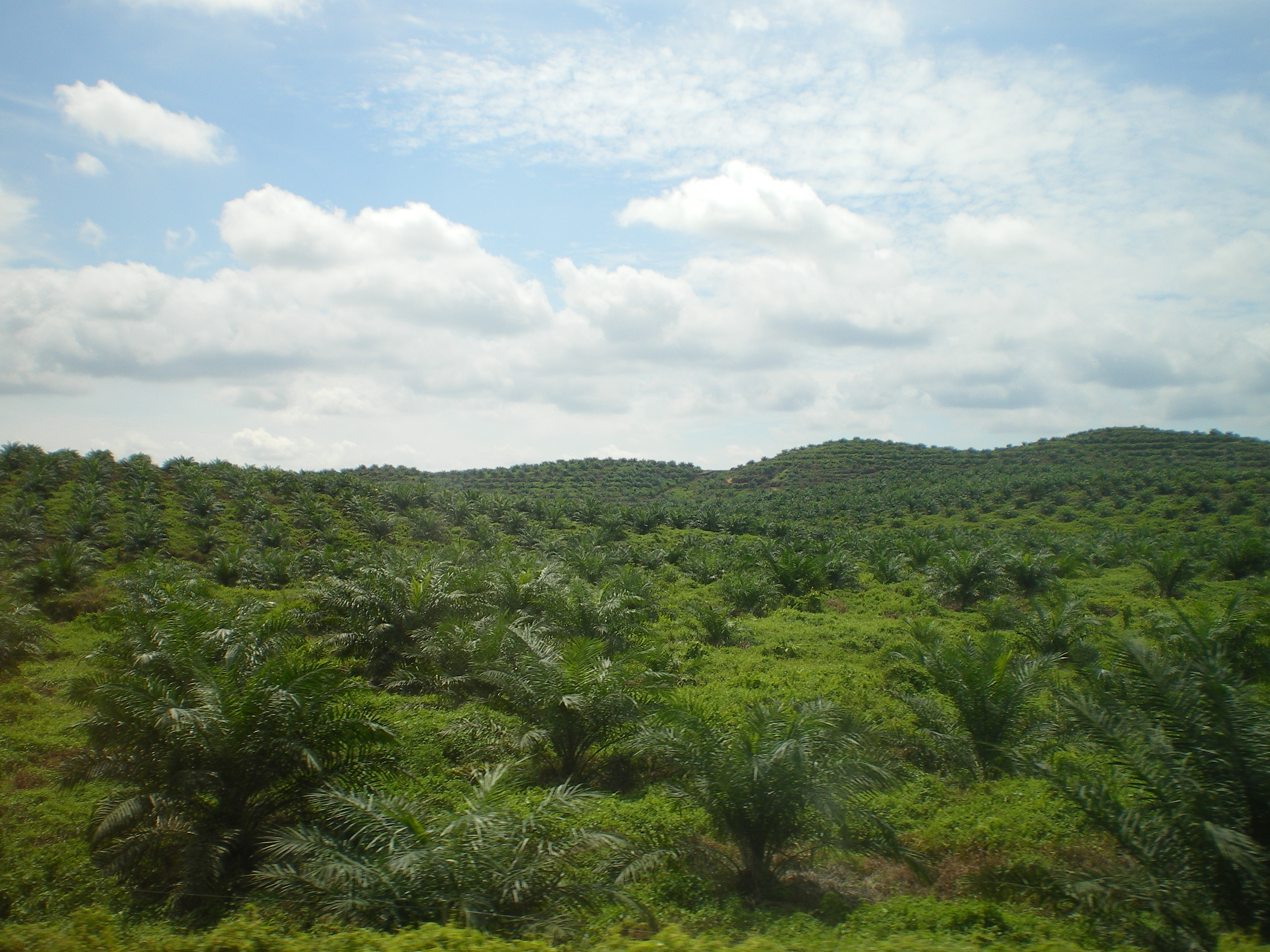
مزارع النخيل في ماليزيا 2006

في عام 2008، أنتجت ماليزيا 17700000 طن من زيت النخيل في 4500000 هكتار (17000 ميل مربع) من الأرض، [42]، وكان ثاني أكبر منتج لزيت النخيل، وتوظف أكثر من 570,000 شخص. ماليزيا في المرتبة الثانية أكبر شركة في العالم مصدر لزيت النخيل. يتم شحن حوالي 60٪ من صادرات زيت النخيل من ماليزيا إلى الصين، والاتحاد الأوروبي وباكستان والولايات المتحدة والهند. تتم في الغالب إلى دهون زيت الطهي السمن، والتخصص، و أوليوكيميائيات.
في ديسمبر 2006، أن الحكومة الماليزية بدأت اندماج سايم داربي بيرهاد، وغولدن هوب بيرهاد المزارع وغوثري كومبولان بيرهاد لإنشاء أكبر شركة في العالم زيت النخيل المدرجة لاعب مزرعة. [47] في اتفاق تاريخي بقيمة RM31 مليار الاندماج ينطوي على الشركات ثمانية من الشركات المدرجة التي تسيطر عليها Permodalan ناسيونال بيرهاد (PNB)، وصندوق ادخار الموظفين (EPF). عرضت سيارة لأغراض خاصة، والتآزر، محرك يحتفظ دينار بحريني، للحصول على كل الشركات بما في ذلك الأصول والخصوم من الشركات الثماني المدرجة في البورصة. مع 543000 هكتارا من الأراضي المزروعة في البنك العقاري، أدى الاندماج في كيان مزرعة زيت النخيل التي يمكن أن تنتج 2.5 مليون طن من زيت النخيل أو 5٪ من الإنتاج العالمي في عام 2006. وبعد ذلك بعام، والاندماج المنجزة وأعيدت تسمية الكيان سايم داربي بيرهاد.

### نيجيريا
اعتبارا من عام 2011، كانت نيجيريا على ثالث أكبر منتج، مع أكثر من 2.5 مليون هكتار (6.2 × 10 ^ 6 فدان) المزروعة. حتى عام 1934، وقد كانت نيجيريا أكبر منتج في العالم. وشارك كل من صغار المنتجين، وعلى نطاق واسع في هذه الصناعة.
بحلول عام 2023-2024، أصبحت نيجيريا خامس أكبر منتج لزيت النخيل، حيث بلغ إنتاجها 1.5 مليون طن. يشارك في هذه الصناعة كل من المنتجين على نطاق صغير وكبير. في أجزاء كبيرة من دلتا النيجر، يُشار إلى زيت النخيل عادةً باسم "الزيت الأحمر" (أو الذهب الأحمر) لتمييزه عن "الزيت الأسود" (النفط الخام) الذي يهيمن على الإنتاج.

### تايلاند
تُعد تايلاند ثالث أكبر منتج لزيت النخيل الخام في العالم، حيث بلغ إنتاجها 3.6 مليون طن في عام 2023-2024. يُستهلك تقريبًا كل الإنتاج التايلاندي محليًا. يتركز حوالي 85% من مزارع النخيل ومصانع استخراج الزيت في جنوب تايلاند. في نهاية عام 2016، زُرعت مساحة تتراوح بين 4.7 و5.8 مليون راي (وحدة مساحة تيلاندية, 750,000 إلى 930,000 هكتار؛ 1,900,000 إلى 2,300,000 فدان) بأشجار النخيل، مما وفر وظائف لنحو 300,000 مزارع، معظمهم يعملون في أراضٍ صغيرة تبلغ مساحتها 20 راي (3.2 هكتار؛ 7.9 فدان).
تشكل منطقة أسيان مجتمعة 52.5 مليون طن متري (57.9 مليون طن قصير) من إنتاج زيت النخيل، أي حوالي 85% من الإجمالي العالمي وأكثر من 90% من الصادرات العالمية. تُمثل إندونيسيا 52% من صادرات العالم، بينما تبلغ صادرات ماليزيا 38%. أما أكبر مستهلكي زيت النخيل، فهم الهند، والاتحاد الأوروبي، والصين، حيث يستهلكون معًا نحو 50% من الصادرات العالمية.
تتولى إدارة التجارة الداخلية في تايلاند (DIT) عادة تحديد أسعار زيت النخيل الخام والمكرر. ويواجه المزارعون التايلانديون إنتاجية أقل نسبيًا مقارنة بنظرائهم في ماليزيا وإندونيسيا، حيث تتراوح إنتاجية محاصيل النخيل التايلاندية بين 4% و17% من الزيت مقارنة بحوالي 20% في البلدان المنافسة. بالإضافة إلى ذلك، فإن مزارع نخيل الزيت في إندونيسيا وماليزيا تفوق حجم المزارع التايلاندية بعشر مرات.
كولومبيا
في 1960، وزرعت حوالي 18000 هكتار (69 ميل مربع) مع النخيل. كولومبيا أصبح الآن زيت النخيل أكبر منتج في الأمريكتين، ويتم تصدير 35٪ من ناتجها كما الوقود الحيوي. في عام 2006، أفادت جمعية أصحاب المزارع في كولومبيا "، Fedepalma، أن زراعة نخيل الزيت والتوسع إلى 1000000 هكتار (3900 ميل مربع). ويجري تمويل هذا التوسع، في جزء منه، من وكالة الولايات المتحدة للتنمية الدولية لإعادة توطين أعضاء القوات شبه العسكرية منزوعة السلاح في الأراضي الصالحة للزراعة، ومن قبل الحكومة الكولومبية، التي تقترح على توسيع استخدام الأراضي لزراعة المحاصيل النقدية للتصدير إلى 7000000 هكتار (27000 ميل مربع) بحلول عام 2020، بما في ذلك زيت النخيل. Fedepalma الدول التي أعضائه وفقا للمبادئ التوجيهية المستدامة.
بعض الكولومبيين الأفارقة يدعون أن تم نزع ملكية بعض هذه المزارع من جديد لهم بعد أن تم طردهم بعيدا من خلال الفقر والحرب الأهلية، في حين أن الحراس المسلحين تخويف الشعب المتبقية لإخلاء المزيد من الأراضي، في حين أن إنتاج الكوكا والاتجار يلي في يقظته
[عدل] المنتجين أخرى
في عام 2018، بلغ إجمالي إنتاج زيت النخيل في كولومبيا 1.6 مليون طن متري (1.8 مليون طن قصير)، ما يمثل حوالي 8% من الناتج المحلي الإجمالي الزراعي الوطني، ويعود بالفائدة بشكل رئيسي على صغار المزارعين الذين يشكلون 65% من قطاع زيت النخيل في كولومبيا. وفقًا لدراسة أجرتها مجلة Environmental, Science and Policy، تتمتع كولومبيا بقدرة على إنتاج زيت نخيل مستدام دون التسبب في إزالة الغابات. بالإضافة إلى ذلك، يوفر زيت النخيل والمحاصيل الأخرى بديلاً إنتاجيًا للمحاصيل غير القانونية مثل الكوكا.

### بنين
النخيل هي أصلية في الأراضي الرطبة في غرب أفريقيا، وجنوب بنين تستضيف بالفعل العديد من مزارع النخيل. وقد حددت لها «برنامج النهضة الزراعية» عدة آلاف من الهكتارات من الأراضي صالحة للزراعة جديد تصدير النفط النخيل. على الرغم من الفوائد الاقتصادية والمنظمات غير الحكومية والمنظمات غير الحكومية، مثل تروبيكال الطبيعة، والوقود الحيوي المطالبة سوف تتنافس مع إنتاج الأغذية المحلية في بعض المواقع الموجودة الزراعية الخصبة. مناطق أخرى تضم أراضي الخث، الذي الصرف سيكون له تأثير ضار على البيئة. كما أنها قلقة وسيتم عرض النباتات المعدلة وراثيا لأول مرة في المنطقة، مما يهدد القسط المدفوع الحالي بالنسبة للمحاصيل غير المعدلة وراثيا لها.

### الكاميرون
كان لدى الكاميرون مشروع إنتاج قيد التنفيذ أطلقته شركة هيراكليس فارمز الأمريكية. ومع ذلك، توقف المشروع نتيجة لضغوط منظمات المجتمع المدني في الكاميرون. قبل إيقاف المشروع، انسحبت هيراكليس من طاولة المفاوضات مع المائدة المستديرة لزيت النخيل المستدام. أثار المشروع جدلاً واسعًا بسبب معارضة القرويين وموقعه في منطقة حساسة من حيث التنوع البيولوجي.

### كينيا
إنتاج كينيا المحلي من الزيوت الصالحة للأكل ويغطي نحو ثلث الطلب السنوي الذي يقدر بحوالي 380000 طن متري. ويتم استيراد الباقي بتكلفة تبلغ نحو 140 مليون دولار أميركي في السنة، مما يجعل من زيت الطعام في البلد الثاني من حيث الأهمية بعد استيراد النفط. منذ عام 1993 تمت ترقية مجموعة جديدة هجين من المقاومة للبرودة، وزيت النخيل عالية الغلة من قبل منظمة الأغذية والزراعة التابعة للأمم المتحدة في غرب كينيا. فضلا عن التخفيف من وطأة العجز المالي في البلاد من زيوت الطعام في حين توفير محصول نقدي مهم، فمن زعم أن لها منافع بيئية في المنطقة، لأنها لا تنافس المحاصيل الغذائية أو النباتات المحلية ويوفر الاستقرار للتربة.

### غانا
غانا لديها الكثير من النباتات والمكسرات النخيل، والتي يمكن أن تصبح مساهما هاما في الزراعة في المنطقة النجم الأسود. على الرغم من أن غانا لديها أنواع النخيل متعددة، بدءا من المكسرات النخيل المحلية لأنواع أخرى تسمى محليا الزراعة، ويتم تسويق فقط محليا وإلى الدول المجاورة.

### السعودية
ينتج في المملكة العربية السعودية زيت نواة النخيل العربي الذي استخرج لأول مرة في أبريل من عام 2018 . و يزال إنتاجه محدودا نتيجة صعوبة استخراجه البالغ أقل من ربع في المائة من وزن النواة. وقد استطاع المنتج السعودي من استخلاص ليتر واحد من أصل 200 كيلو من نواة التخيل بينما بلغت التجربة المغربية 3 طن لاستخراج لتر واحد . وتبلغ الطاقة السنوية حاليا من المملكة العربية السعودية حوالي 50 لتر سنويا من زيت نواة التمر وهو الأعلى في العالم.

### ميانمار
أُدخل زيت النخيل إلى بورما البريطانية (التي تُعرف الآن بميانمار) في عشرينيات القرن العشرين. بدءًا من السبعينيات، أُنشئت مزارع صغيرة لإنتاج زيت النخيل في منطقة تانينثاري وفي ولايات مون وكايين وراخين. وفي عام 1999، أطلقت الحكومة العسكرية الحاكمة، مجلس السلام والتنمية الوطني، مشروعًا لتطوير هذه المزارع على نطاق واسع، خاصة في تانينثاري، المنطقة الواقعة في أقصى جنوب ميانمار.
بحلول عام 2019، مُنحت أكثر من 401,814 هكتارًا من أراضي امتيازات زراعة زيت النخيل لـ 44 شركة. يشمل 60% من هذه الأراضي غابات ونباتات طبيعية، وبعض الامتيازات تتداخل مع حدائق وطنية مثل حديقتي تانينثاري ولينيا الوطنيتين، مما أدى إلى إزالة الغابات وتهديد جهود الحفاظ على الأنواع المستوطنة مثل نمر الهند الصينية.

## الآثار الاجتماعية والبيئية
أُزيلت الغابات في أجزاء من إندونيسيا وماليزيا لتوفير مساحات للزراعة الأحادية للنخيل. أدى ذلك إلى آثار كبيرة على النظم البيئية المحلية، مما تسبب في إزالة الغابات وفقدان التنوع البيولوجي. على سبيل المثال، أسفرت هذه العمليات عن خسائر كبيرة في المساحات الطبيعية للأنواع الثلاثة المتبقية من إنسان الغاب. أحد هذه الأنواع، وهو إنسان الغاب السومطري، تم إدراجه كنوع مهدد بالانقراض بسبب فقدان المساحات نتيجة زراعة زيت النخيل.

### الجانب الاجتماعي

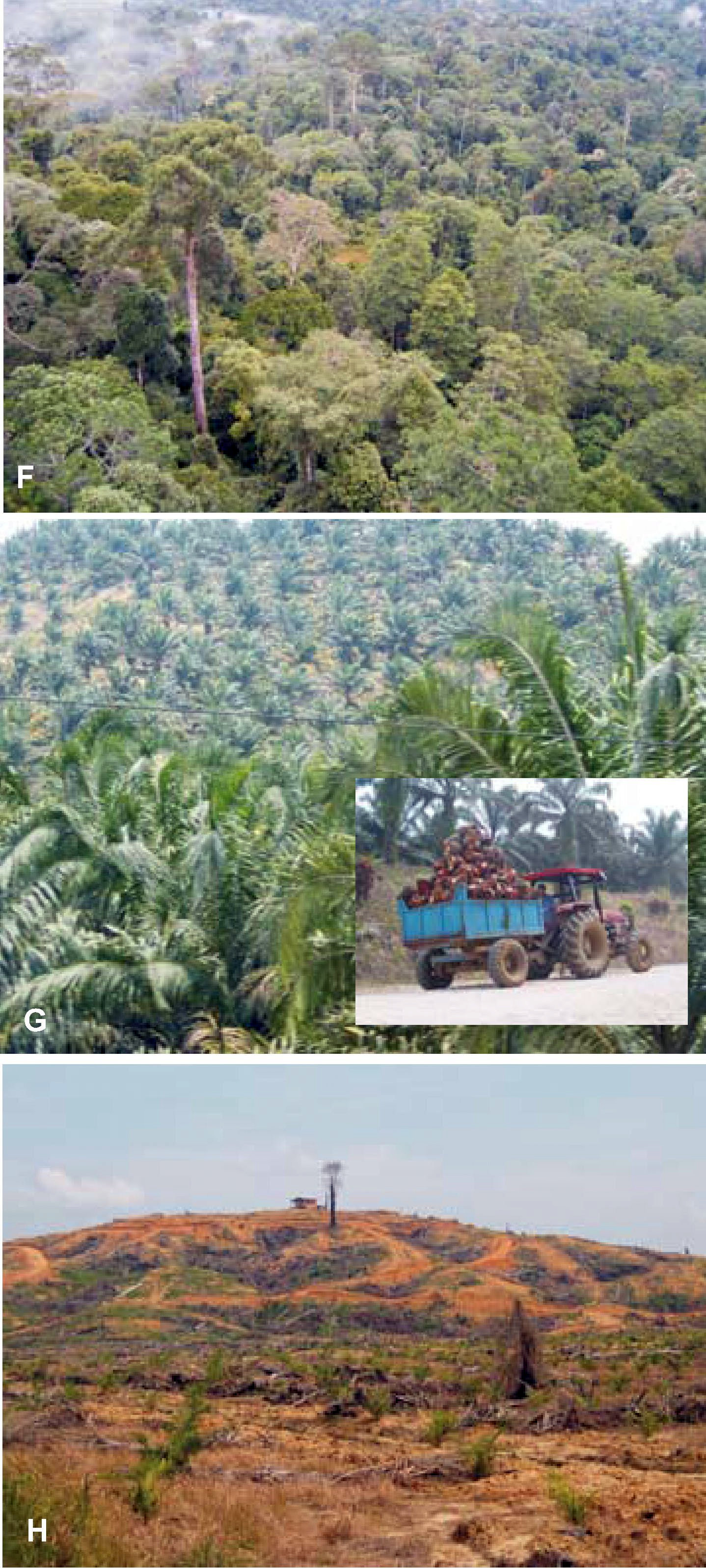
في بورنيو، تم استبدال الغابات (F) بمزارع زيت النخيل (G)، وهي تغييرات غير قابلة للإصلاح عمليًا(H).

إلى جانب المخاوف البيئية، أدت مشاريع تطوير زيت النخيل في المناطق المنتجة له إلى نزاعات اجتماعية كبيرة. شهدت المناطق التي يتزايد فيها إنتاج زيت النخيل انتهاكات كبيرة لحقوق أراضي السكان الأصليين، وتدفقات للعمالة المهاجرة غير القانونية وممارسات عمل مشكوك فيها، بالإضافة إلى مزاعم أخرى تتعلق بانتهاكات حقوق الإنسان.
أثرت صناعة زيت النخيل إيجابيًا وسلبيًا على العمال والسكان الأصليين وسكان المجتمعات المنتجة لزيت النخيل. توفر هذه الصناعة فرص عمل، وأثبتت أنها تحسن البنية التحتية والخدمات الاجتماعية وتقلل الفقر. ومع ذلك، في بعض الحالات، طورت مزارع النخيل أراضي دون استشارة أو تعويض السكان الأصليين المقيمين على هذه الأراضي، مما أدى إلى نزاعات اجتماعية. كما أثارت استخدام العمالة المهاجرة غير القانونية في ماليزيا مخاوف بشأن ظروف العمل داخل هذه الصناعة.
تستخدم بعض المبادرات زراعة زيت النخيل كجزء من استراتيجيات تخفيف الفقر. ومن الأمثلة على ذلك مشروع النخيل الهجين التابع لمنظمة الأغذية والزراعة للأمم المتحدة في غرب كينيا، الذي يحسن دخل السكان المحليين ونظامهم الغذائي، بالإضافة إلى مشروعي هيئة تنمية الأراضي الاتحادية وهيئة تجميع وإعادة تأهيل الأراضي في ماليزيا، اللذين يدعمان التنمية الريفية.

#### الغذاء مقابل الوقود
أدى استخدام زيت النخيل في إنتاج الديزل الحيوي إلى مخاوف من أن تُفضل الحاجة إلى الوقود على الحاجة إلى الغذاء، مما يؤدي إلى سوء التغذية في الدول النامية. يُعرف هذا الجدل باسم "الغذاء مقابل الوقود." وفقًا لتقرير نُشر عام 2008 في مجلة الطاقة المتجددة والمراجعات المستدامة، تم تحديد زيت النخيل كمصدر مستدام للطعام والوقود الحيوي على حد سواء، ولا يشكل إنتاج ديزل زيت النخيل تهديدًا لإمدادات زيت النخيل الصالح للأكل. ووفقًا لدراسة نُشرت عام 2009 في مجلة السياسة والعلوم البيئية، قد يؤدي ديزل زيت النخيل إلى زيادة الطلب عليه في المستقبل، مما ينتج عنه توسع في إنتاج زيت النخيل وبالتالي زيادة في إمدادات الغذاء.

#### حقوق الإنسان

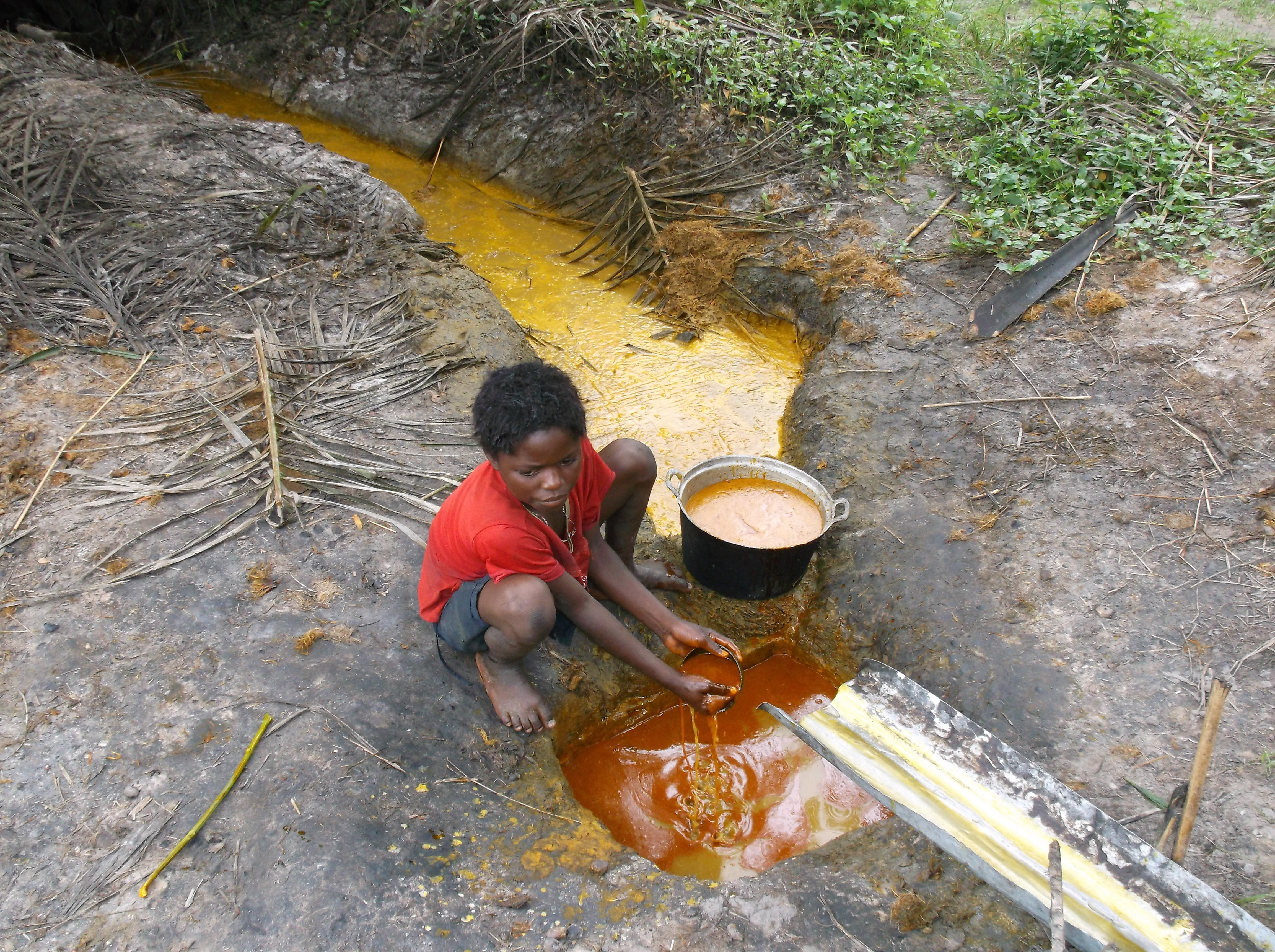
تمتلك صناعة زيت النخيل سجلًا حافلًا بانتهاكات حقوق الإنسان المتعلقة بالعمل، وحقوق السكان الأصليين في الأراضي، وحقوق البيئة في السياقات التي تبرز فيها هذه الصناعة. تُعد انتهاكات عمالة الأطفال شائعة في الزراعة الصغيرة في العديد من السياقات ما بعد الاستعمار، مثل إفريقيا، حيث يُنتج زيت النخيل.

أشار تقرير إلى وجود العديد من الادعاءات المتعلقة بانتهاكات حقوق الإنسان في إنتاج زيت النخيل في إندونيسيا وماليزيا، بما في ذلك التعرض لمبيدات خطرة، وعمالة الأطفال، والاغتصاب والاعتداء الجنسي، وحمل الأحمال بشكل غير آمن. غالبًا ما لا تتلقى هذه الحوادث استجابة من الشركة أو الشرطة، أو لا يُبلغ عنها بسبب خوف الضحايا من الانتقام. تشمل المبيدات المستخدمة في مزارع زيت النخيل مبيد "الباراكوات"، المحظور في أوروبا بسبب صلته بمرض باركنسون، و"الغليفوسات"، المتورط في دعوى قضائية جماعية في الولايات المتحدة تتعلق بالسرطان. ومع ذلك، صنَّفت الوكالة الأوروبية للمواد الكيميائية (ECHA) الغليفوسات على أنه يسبب أضرارًا خطيرة للعين، لكنها لم تجد دليلًا يثبت كونه مادة مسرطنة.
تشير تقارير عن سكان أصليين ومجتمعات في إندونيسيا إلى فقدان الأراضي الزراعية والأراضي ذات الأهمية التقليدية بسبب توسع صناعة زيت النخيل. في عام 2017، كان هناك أكثر من 650 نزاعًا حول الأراضي بين مزارع زيت النخيل وأصحاب الأراضي من السكان الأصليين. عبَّرت المجتمعات الأصلية أيضًا عن قلقها من فقدان الموارد الطبيعية مثل المطاط البري والقصب وغابات "الأدات" (الغابات المجتمعية). حققت بعض المجتمعات الأصلية تقدمًا في نزاعات الأراضي، إما من خلال الاحتجاجات أو الوسائل القانونية.
تشمل المخاوف الأخرى المتعلقة بتأثير هذه الصناعة على المجتمعات الأصلية نقص الإشراف الحكومي على مزارع زيت النخيل، والفساد السياسي، وضعف إنفاذ القوانين التي تهدف إلى حماية أراضي السكان الأصليين. في دول مثل غواتيمالا، تتمتع مزارع زيت النخيل بنفوذ كبير داخل النظام القضائي المحلي، مما يدفع الشرطة المحلية إلى تجاهل مطالبات الأراضي، بل يصل الأمر إلى استخدام القوة لتفريق الاحتجاجات وحتى اغتيال القادة المحليين.

### البيئة
في حين أن مزارع زيت النخيل تشغل 5% فقط من الأراضي الزراعية العالمية المخصصة لإنتاج الزيوت النباتية، فإنها تسهم بنسبة 38% من إجمالي إنتاج الزيوت النباتية عالميًا. وتُعتبر زراعة النخيل أكثر إنتاجية بمعدل عشرة أضعاف مقارنة بزراعة فول الصويا أو دوار الشمس أو السلجم، نظرًا لاستخراج الزيت من كل من الثمرة والبذرة. لقد تعرض زيت النخيل لانتقادات من جانب دعاة حماية البيئة بسبب الأهمية البيئية للمكان الذي يُزرع فيه. ومع ذلك، فمن المؤكد أنه أكثر كفاءة مقارنة بنباتات إنتاج الزيت الأخرى. في عام 2016، أظهرت الدراسات أن مزارع النخيل تنتج حوالي 4.17 طنًا متريًا من الزيت لكل هكتار، مقارنةً بإنتاج زيوت أخرى مثل دوار الشمس (0.56 طن)، فول الصويا (0.39 طن)، والفول السوداني (0.16 طن) لكل هكتار. يُعد زيت النخيل الأكثر استدامة من حيث الإنتاجية، حيث يتطلب زراعته مساحة تساوي تسع المساحة اللازمة للزيوت النباتية الأخرى. ومن الممكن أن تحقق الميكروبات المزروعة مختبريًا في المستقبل عوائد أعلى لكل وحدة أرض بأسعار مماثلة.
ومع ذلك، تعرضت زراعة النخيل لانتقادات واسعة بسبب آثارها السلبية على البيئة الطبيعية، بما في ذلك إزالة الغابات، وفقدان الموائل الطبيعية، وانبعاثات الغازات الدفيئة، مما هدد أنواعًا مهددة بالانقراض مثل إنسان الغاب والنمر السومطري. لا تزال تقنيات القطع والحرق تُستخدم لإنشاء مزارع جديدة في الدول المنتجة لزيت النخيل. بين يناير وسبتمبر 2019، تم حرق 857,000 هكتار من الأراضي في إندونيسيا، حيث شكّلت الأراضي الخثية أكثر من ربع المناطق المحروقة. ويصف الأكاديميون إزالة الغابات واسعة النطاق والدمار البيئي الناتج عن إنتاج زيت النخيل في إندونيسيا بأنه شكل من أشكال "الإبادة البيئية".

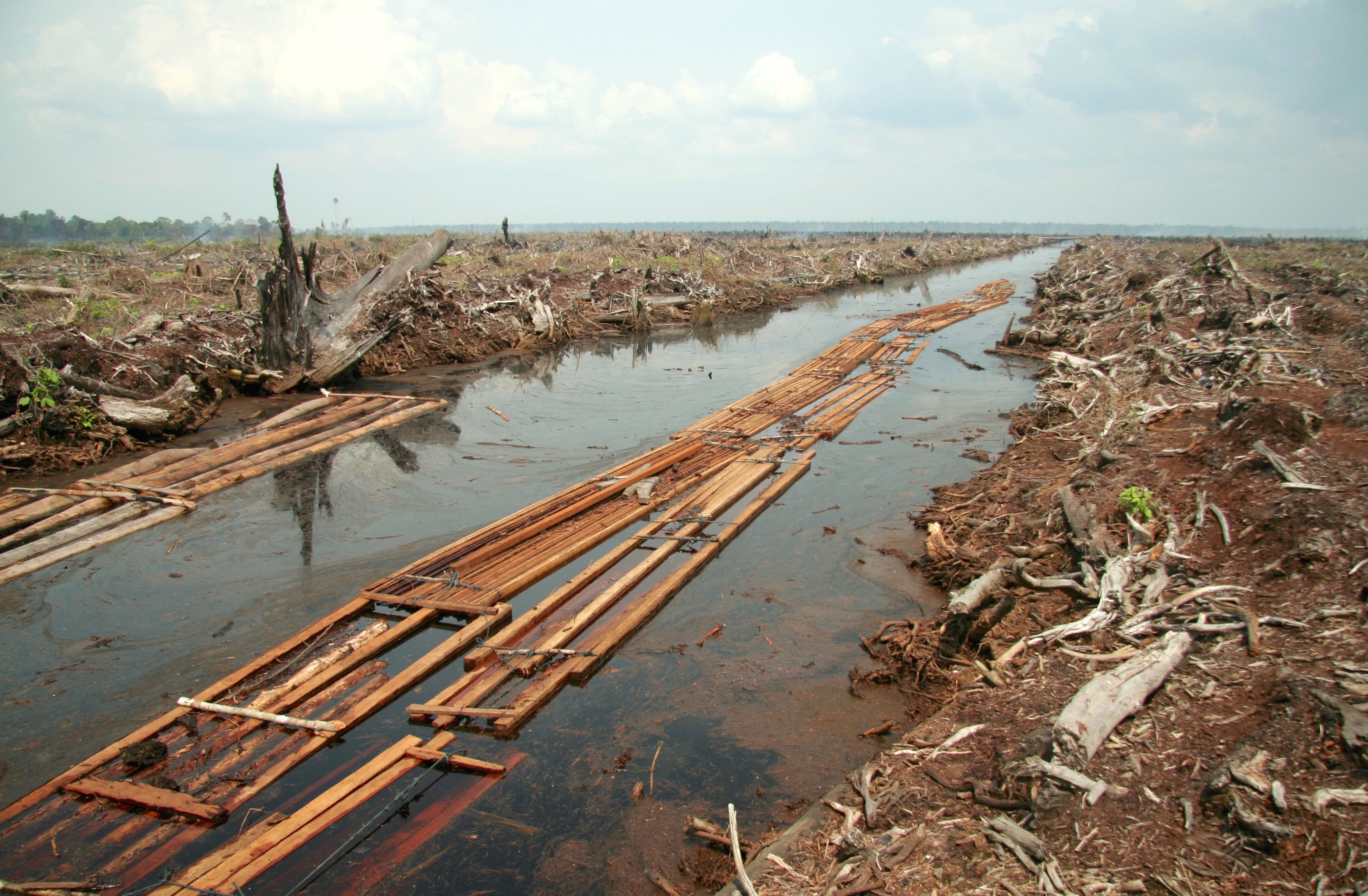
إزالة الغابات في إندونيسيا لإفساح المجال لزراعة نخيل الزيت.

تعارض مجموعات بيئية مثل "منظمة السلام الأخضر" و"أصدقاء الأرض" استخدام الوقود الحيوي المستخرج من زيت النخيل، مدعية أن إزالة الغابات الناجمة عن مزارع زيت النخيل تلحق ضررًا بالمناخ يفوق الفوائد المترتبة على التحول إلى الوقود الحيوي واستخدام النخيل كمصارف للكربون.
خلصت دراسة أجرتها "الاتحاد الدولي لحفظ الطبيعة" (IUCN) عام 2018 إلى أن زيت النخيل "سيبقى" نظرًا لإنتاجيته العالية مقارنة بالعديد من الزيوت النباتية الأخرى. وأكدت الدراسة أن استبدال زيت النخيل بزيوت نباتية أخرى يتطلب مساحات زراعية أكبر، مما يؤثر سلبًا على التنوع البيولوجي. ودعا الاتحاد إلى تحسين ممارسات صناعة زيت النخيل، بما في ذلك منع توسع المزارع إلى المناطق الحرجية وخلق طلب على منتجات زيت النخيل المعتمدة والمستدامة.
في عام 2019، أجرت "شبكة عمل الغابات المطيرة" (Rainforest Action Network) مسحًا شمل ثمانية علامات تجارية عالمية مشاركة في استخراج زيت النخيل في نظام ليوسر البيئي (Leuser Ecosystem)، وذكر أن أياً منها لم يؤدِّ بشكل كافٍ لتجنب إنتاج "زيت نخيل نزاعي". وأفادت العديد من الشركات لصحيفة الغارديان بأنها تعمل على تحسين أدائها. وقيّمت بطاقة الأداء الصادرة عن الصندوق العالمي للطبيعة (WWF) 15 فقط من أصل 173 شركة على أنها تؤدي بشكل جيد.
وفي عام 2020، خلصت دراسة أجرتها "تشين ريأكشن ريسيرج" (Chain Reaction Research) إلى أن سياسات NDPE (لا لإزالة الغابات، لا للخث، لا للاستغلال) تغطي 83% من مصافي زيت النخيل. وتُعد سياسات NDPE، وفقًا للدراسة، الآلية الخاصة الأكثر فعالية لقطع الصلة المباشرة بإزالة الغابات، نظرًا للنفوذ الاقتصادي الذي تتمتع به المصافي على مزارعي زيت النخيل.
زيت النخيل هو واحد من بين سبع سلع شملها تنظيم الاتحاد الأوروبي لعام 2023 بشأن المنتجات الغير مسببة لإزالة الغابات (EUDR)، والذي يهدف إلى ضمان أن المنتجات التي يستهلكها مواطنو الاتحاد الأوروبي لا تسهم في إزالة الغابات أو تدهور الغابات على مستوى العالم.

## الأسواق

زيت النخيل هو واحد من أكثر الزيوت النباتية إنتاجًا شيوعًا.

وفقًا لمجلة أويل وورلد التجارية القائمة في هامبورغ، في عام 2008، بلغ الإنتاج العالمي من الزيوت والدهون 160 مليون طن. زيت النخيل وزيت نواة النخيل كانا معًا المساهم الأكبر، حيث شكلا 48 مليون طن، أو 30% من إجمالي الإنتاج. جاء زيت فول الصويا في المرتبة الثانية بإنتاج قدره 37 مليون طن (23%). حوالي 38% من الزيوت والدهون المنتجة في العالم تم شحنها عبر المحيطات. من بين 60 مليون طن من الزيوت والدهون المصدرة حول العالم، شكل زيت النخيل وزيت نواة النخيل حوالي 60%. ماليزيا، التي تسيطر على 45% من حصة السوق، كانت المهيمنة في تجارة زيت النخيل. الإنتاج من زيت النخيل الذي يتوافق مع المعايير الطوعية للنشاط المستدام ينمو بوتيرة أسرع من الإنتاج التقليدي. زاد الإنتاج الذي يتوافق مع المعايير بنسبة 110% من عام 2008 إلى عام 2016، بينما زاد الإنتاج التقليدي بنسبة 2%. إنتاج الزيوت النباتية ككل زاد بنسبة 125% بين عامي 2000 و2020، مدفوعًا بزيادة كبيرة في زيت النخيل.

### لوائح ملصقات الأغذية
في السابق، كان يُسمح بإدراج زيت النخيل على أنه "دهن نباتي" أو "زيت نباتي" على ملصقات الغذاء في الاتحاد الأوروبي. من ديسمبر 2014، لا يُسمح للمنتجات الغذائية في الاتحاد الأوروبي باستخدام المصطلحات العامة "دهون نباتية" أو "زيت نباتي" في قائمة المكونات. يتعين على منتجي الأغذية إدراج نوع الدهون النباتية المحددة المستخدمة، بما في ذلك زيت النخيل. يمكن تجميع الزيوت والدهون النباتية معًا في قائمة المكونات تحت مصطلح "زيوت نباتية" أو "دهون نباتية"، ولكن يجب أن يتبعها نوع الزراعة النباتية (مثل زيت النخيل، دوار الشمس، أو الكانولا) وعبارة "بمقادير متفاوتة".
في ماليزيا، يعتبر من غير القانوني تسمية المنتجات بطريقة "تمييزية" ضد زيت النخيل. يمكن معاقبة المخالفين بغرامة تصل إلى 250,000 رينغيت ماليزي أو بالسجن لمدة تصل إلى خمس سنوات.دوهِم أحد متاجر التجزئة لبيع الآيس كريم "بدون زيت النخيل"، وصودرت جميع المنتجات.

### مؤسسات سلسلة التوريد

#### منتدى السلع الاستهلاكية
في عام 2010، أقر منتدى السلع الاستهلاكية قرارًا يقضي بأن يعمل أعضاؤه على خفض إزالة الغابات إلى الصفر الصافي بحلول عام 2020. وخططوا للقيام بذلك من خلال الإنتاج المستدام للعديد من السلع الأساسية، بما في ذلك زيت النخيل. حتى عام 2023 لم يتحقق هذا الهدف.

## التغذية والتكوين والصحة
زيت النخيل هو غذاء أساسي في العديد من المأكولات، ويساهم بشكل كبير في توفير السعرات الحرارية والدهون. على مستوى العالم، استهلك البشر كمتوسط 7.7 كغم (17 رطل) من زيت النخيل لكل شخص في عام 2015. على الرغم من أن العلاقة بين استهلاك زيت النخيل ومخاطر الأمراض قد قُيمت سابقًا، فإن جودة البحث السريري المحدد لتقييم آثار زيت النخيل كانت ضعيفة بشكل عام. لذلك، ركز البحث على التأثيرات الضارة لاستهلاك زيت النخيل وحمض بالميتيك كونه مصدرًا للدهون المشبعة في الزيوت الغذائية، مما أدى إلى استنتاجات بأن زيت النخيل والدهون المشبعة يجب أن تحل محلها الدهون غير المشبعة في النظام الغذائي.
أشار التحليل التلوي لعام 2015 والمشورة لعام 2017 من جمعية القلب الأمريكية إلى أن زيت النخيل من بين الأطعمة التي تزود الدهون المشبعة الغذائية التي ترفع مستويات الكوليسترول LDL وزيادة خطر الإصابة بأمراض القلب، مما يؤدي إلى توصيات بتقليل الاستخدام أو عدم استهلاك زيت النخيل في النظام الغذائي وتناول الزيوت النباتية غير المهدرجة بدلاً منه. أشار التحليل التلوي لعام 2019 إلى عدم وجود علاقة بين إجمالي الدهون، الأحماض الدهنية المشبعة، الأحماض الدهنية الأحادية غير المشبعة، والأحماض الدهنية غير المشبعة والمخاطر المتعلقة بأمراض القلب والأوعية الدموية.
إسترات أحماض الجليسيديل الدهنية (GE)، 3-MCPD و 2-MCPD، تُوجد خاصة في زيوت النخيل والدهون بسبب تكريرها عند درجات حرارة عالية (حوالي 200 درجة مئوية (392 درجة فهرنهايت)). حيث أن الجليسيدول، وهو المركب الرئيسي لإسترات أحماض الجليسيديل الدهنية، يعتبر مادة مسرطنة وعوامل سامة للحمض النووي، لذلك لم تحدد الهيئة الأوروبية لسلامة الأغذية مستوى آمن لإسترات أحماض الجليسيديل الدهنية. وفقًا لرئيس لجنة الهيئة العلمية للمواد الملوثة في سلسلة الغذاء من الهيئة الأوروبية لسلامة الأغذية، "التعرض للجليسيديل لدى الأطفال الذين يتناولون فقط حليب الأطفال هو مصدر قلق خاص حيث يصل إلى عشرة أضعاف ما يعتبر منخفض المخاطر للصحة العامة". تم تحديد الجرعة اليومية المقبولة (TDI) من 3-MCPD واستراته الدهنية لتكون 0.8 ميكروغرام لكل كيلوغرام من وزن الجسم في اليوم (μg/kg bw/day) في عام 2016 وزادت إلى 2 ميكروغرام لكل كيلوغرام من وزن الجسم في اليوم في عام 2017، بناءً على الأدلة التي تربط هذا المادة بأضرار للأعضاء في اختبارات الحيوانات، والإمكانية لتأثيرات ضارة على الكلى وعلى الخصوبة لدى الذكور. وفقًا للهيئة الأوروبية لسلامة الأغذية، لا توجد بيانات كافية لتحديد مستوى آمن لـ 2-MCPD. اعتبارًا من ديسمبر 2022، أصدرت هيئة زيت النخيل الماليزية تعديلاً لشروط الترخيص الخاصة بزيت النخيل ليشمل حدودًا قصوى مقدارها 1.25 جزء في المليون و 1 جزء في المليون، على التوالي، لكمية 3-MCPDE و إسترات أحماض الجليسيديل الدهنية التي يمكن أن توجد في زيت النخيل المُعالَج.

### المكونات الرئيسية

#### الأحماض الدهنية
زيت النخيل، مثل جميع الدهون، يتكون من الأحماض الدهنية، المرتبطة بالغليسرول. يحتوي زيت النخيل بشكل خاص على تركيز عالٍ من الدهون المشبعة، تحديدًا حمض بالميتيك ذو 16 ذرة كربون، والذي يعطيه اسمه. يعتبر حمض الأولييك الأحادي غير المشبع أيضًا عنصرًا كبيرًا في زيت النخيل. زيت النخيل غير المكرر هو مصدر مهم لتوكوترينول، جزء من عائلة فيتامين ه.
نسبة حمض اللينوليك في زيت النخيل تتراوح بين 6.4 و15%.
تركيز الأحماض الدهنية المرتبطة بزيت النخيل هو:

#### الكاروتينات
زيت النخيل الأحمر غني بالكاروتينات، مثل الألفا كاروتين، والبيتا كاروتين، والليكوبين، مما يمنحه اللون الأحمر الداكن المميز. ومع ذلك، فإن زيت النخيل الذي تم تكريره وتبييضه وتخليصه من زيت النخيل الخام (يسمى "زيت النخيل المكرر المبيض المعطر" أو "RBD palm oil") لا يحتوي على الكاروتينات.

#### حمض البالميتيك
الاستهلاك المفرط لحمض بالميتيك، الذي يشكل 44% من زيت النخيل، يزيد من مستويات الكولسترول منخفض الكثافة (LDL) والكولسترول الكلي، مما يزيد من خطر الإصابة بأمراض القلب والأوعية الدموية. تشجع المراجعات الأخرى، ومنظمة الصحة العالمية، ومعهد القلب والرئة والدم الوطني الأمريكي، المستهلكين على الحد من استهلاك زيت النخيل، وحمض بالميتيك، والمنتجات الغذائية الغنية بالدهون المشبعة.